# Yma Sumac
Yma Sumac, född Zoila Augusta Emperatriz Chavarri del Castillo 13 september 1922 i Ichocán, Peru, död 1 november 2008 i Silver Lake, Los Angeles, Kalifornien, var en peruansk sångerska av indiansk-spanskt ursprung. Hon var sedan 1946 bosatt i USA och blev 1955 amerikansk medborgare. Hennes främsta kännetecken är ett röstomfång som när hon stod på topp sträckte sig från stora oktaven upp till den fyrstrukna och sålunda omfattade mer än fyra oktaver. Därtill kom hon att utveckla en ytterst avancerad vokalteknik som tillät henne att pröva de flesta traditionella sångsätt och kombinera dessa med en stundtals mycket okonventionell och experimentell röstbehandling. Med rötter i den peruanska folkmusiken har hon ibland framfört den och annan latinamerikansk musik i dess traditionella form. För det mesta har det emellertid rört sig om olika former av arrangemang eller kompositioner baserade på detta material. Dessa uppvisar inte sällan djärva och oväntade kombinationer av olika stilelement och genrer. Utöver detta har hon prövat så skilda musikstilar som operaarior och rock (Miracles 1971). Hennes musikaliska gestaltningar är ofta mycket dramatiskt intensiva och ibland starkt känsloladdade.

## Levnadshistoria
Yma Sumac föddes som Zoila Augusta Emperatriz Chavarri del Castillo den 10 september 1922. Tidigare har 1927 och en del andra senare årtal uppgivits men 1922 anges nu på båda hennes officiella webbplatser och torde vara det korrekta. Hennes mor Ima Sumack Emilia Atahualpa Chavarri del Castillio kan ha härstammat från Atahualpa den siste inkakungen. Redan tidigt upptäckte man att hon hade en sångröst utöver det vanliga. Hon fick ett stipendium för att studera vidare i Lima. Hennes mor ville att hon skulle bli lärare men för henne var musiken det allt överskuggande intresset. Hon träffade Moises Vivanco som ledde en folkmusikgrupp Compania Peruana de Arte. 1942 skedde ett framträdande tillsammans med den gruppen i radio under artistnamnet Imma Sumack. Senare samma år gifte hon sig med Vivanco och reste med honom och gruppen på olika turnéer runt om i Latinamerika. 1943 gjordes en skivinspelning i Buenos Aires, där maken studerade komposition för Manuel de Falla. Imma Sumack blev under de följande åren känd och uppmärksammad runt om i Latinamerika.
1946 flyttade hon till USA. Där uppträdde hon tillsammans med Moises Vivanco och sin kusin Cholita Rivero under namnet Inka Taky Trio. Intresset var dock betydligt svalare där och det gick under flera år trögt att få engagemang. 1949 uppmärksammades hon emellertid av en representant för skivbolaget Capitol, nära knutet till Hollywood. Man ändrade hennes artistnamn något till Yma Sumac, försåg henne med olika exotiska attribut och spelade in en rad skivor under 1950-talet. Den första av dessa var The voice of Xtabay (1950). Den blev en väldig succé och gjorde plötsligt Yma Sumac till en superstjärna. Musiken på denna skiva skilde sig kraftigt från det hon tidigare framfört. Arrangemangen var gjorda av Les Baxter som snart skulle bli en av de främsta företrädarna för musikstilen Exotica. Marknadsföringen av Yma Sumac gick också i denna riktning. Mycket av det som skrevs om henne vid denna tid var starkt överdrivet. Talande är hennes egen kommentar i en intervju 1992 där hon sade att bara 10 procent av det som skrevs om henne i början av 1950-talet var sant. Resten betecknades som överdrifter eller rena påhitt. 1951 medverkade hon i musikalen Flahooley där sångerskan Barbara Cook fick sitt genombrott. Musikalen sattes upp på Broadway men lades snart ned. Textförfattaren Yip Harburg befann sig på Hollywoods svarta lista, innehållet var skarpt samhällssatiriskt och i McCarthy-tidens USA rådde stark självcensur.
Senare samma år spelade hon in den mångfacetterade och bitvis starkt känsloladdade LP-skivan Legend of the Sun Virgin som kom ut i början av 1952. Även här är grunden traditionell indiansk och karibisk musik men somliga av arrangemangen är mer klassiskt orienterade i riktning mot ett senromantiskt tonspråk med drag av expressionism. Kontrasten i stämningsläge är ofta mycket stor mellan intilliggande sånger. 
I Inca Tacui (1953) står flera av sångerna närmare sitt folkmusikaliska ursprung än i de föregående Capitolutgåvorna. Fram emot 1960 framträdde detta sökande tillbaka till rötterna än tydligare. Inca Tacui uppvisar samtidigt element från en mängd traditioner och stilar såsom Flamenco och countrymusik. På denna skiva finns också Chuncho där hennes virtuositet och experimentella sångteknik drivs till sin yttersta spets.
Vid denna tid turnerade Yma Sumac med en mycket blandad repertoar. Operaarior och klassiska vokaliser stod sida vid sida med sånger från hennes tidigare skivutgåvor.
Hon medverkade också i filmen The secret of the Incas (1954) producerad av Hollywood liksom senare i Omar Khayyam (1957)
Med skivan Mambo (1954) i samarbete med Billy May inträffar påtaglig en kursändring bort från Inkalegender och traditionell musik, till en samtida, i detta fall ganska jazzorienterad latinamerikansk musikstil. Mambo är stilmässigt mer enhetlig än de båda föregångarna och trots hetta och dramatik finns det också ofta en lättsam lekfullhet i Sumacs framförande.
Nästa skivutgåva The legend of Jivaro (1957) innebär åter en skarp kursändring i en helt annan riktning. Här är det i högre grad än i The voice of Xtabay verkligen fråga om exotica om än i en ovanligt avancerad och känsloladdad form. Äktenskapet med Moises Vivanco upplöstes detta år men deras samarbete kom igång igen i arbetet med nästa skivutgåva: Fuego del Andes (1959). Det blev åter igen en lika skarp kursändring i en annan riktning. Här rör det sig om olika latinamerikanska sånger och folkvisor i sin traditionella version men i en sättning för bland annat elgitarrer som ger sångerna ett drag av pop. Detta blev Yma Sumacs sista utgåva på Capitol. Den har också drag av att vara ett hastverk. Tidigare hade man gjort ett antal tagningar av de olika sångerna för att få fram den bästa men på denna skiva finns en upptagning av Virgenes del Sol där varken Yma Sumacs röst eller inspelningsutrustningen är i ordning.
Efter samarbetet med Fuego del Andes bestämde sig Vivanco och Sumac för att göra ett nytt försök att leva tillsammans. De gifte sig för andra gången men äktenskapet blev stormigt och konfliktfyllt och de skilde sig åter 1965. Åren 1960–1961 gjorde paret en mycket omfattande turné i Sovjetunionen och Östeuropa tillsammans med Cholita Rivero. Inka Taky trio hade alltså återförenats efter tio år. En upptagning från denna turné gjordes i Bukarest 1961 och den finns utgiven under titeln Recital. Detta var länge den enda liveinspelning som finns utgiven med henne och den präglas av dels en återgång till originalversionerna av vissa sånger, dels en vidareutveckling från tidigare utgåvor av vissa andra. Recital framhäver mycket starkt Yma Sumacs bredd som artist. Detta är också fallet med de liveinspelningar som har utgivits med henne under 2010-talet. Dessa utgörs dock av sammanställningar från olika inspelningstillfällen under tiden mellan 1943 och 1970-talet. Dessutom finns en utgåva av inspelningar från 1990-talet då hennes röst dock började bli sliten och mindre stabil än tidigare.
Efter hennes turné i Sovjetunionen och Östeuropa 1960–1961 följde andra under första hälften av 1960-talet. I USA var hon emellertid inte längre lika uppmärksammad och efter skilsmässan framträdde hon endast sporadiskt vid enstaka konserter. 1971 gjordes en skivinspelning, åter i samarbete med Les Baxter men denna gång rörde det sig om rock. Den gavs ut under namnet Miracles. Sumac och Baxter kunde dock inte komma överens och skivan drogs snart tillbaka. Den utkom emellertid igen 1998 nu under titeln Yma Rocks. Bortsett från en TV-produktion året därpå och enstaka konserter blev det i stort sett tyst kring Yma Sumac i mer än 15 år. Hon flyttade till Peru och komponerade ett stort antal sånger.. 
1987 gjorde hon emellertid comeback som artist. Under de följande tio åren turnerade hon bland annat i Europa och Nordamerika. Hennes röstomfång uppgick ännu i sjuttioårsåldern till mer än tre oktaver, åtminstone upp till höga (trestrukna) f. Dock var rösten inte alltid lika stabil som tidigare särskilt i det mellersta registret och det krävdes ibland stor ansträngning för att få den dit hon ville. Hennes sista framträdande i större sammanhang var vid Jazzfestivalen i Montréal 1997.

## Musik
Compania peruana de arte framförde olika former av peruansk folkmusik, vissa sånger som Virgenes del sol av Jorge Bravo de Rueda var tämligen nykomponerade, men i traditionell form, andra innehåller element som kan ha rötter tillbaka till inkarikets dagar. Åtminstone 23 av dessa finns inspelade och Imma Sumack medverkar på 19 av dem. Åtskilliga av dem finns inte tillgängliga på någon aktuell utgåva idag och är därför svåra att få tag på. Tio av dessa traditionella folksånger finns dock utgivna på en dubbel CD med den något anmärkningsvärda titeln Queen of Exotica på skivbolaget Blue Orchid. 
Dessa sånger är intressanta ur flera aspekter. Dels är de en intressant dokumentation av dessa folktraditioner vid mitten av 1940-talet framförda av skickliga sångare och instrumentalister. Dels ger de en tydlig bild av den exceptionella förmågan hos den unga Imma Sumack. Vidare ger det en bakgrund till hennes senare inspelningar och de påtagliga förändringar av ursprungsmaterialet som har ägt rum där. Den finstämda kärlekssången Amor Indio 1943 transformeras till den starkt erotiskt laddade och radikalt gestaltade Kuyaway 1952. Här står kvinnan som ett självklart subjekt för den akt som ska äga rum och det är långt ifrån uteslutet att detta är en kommentar till Picassos målning Flickorna från Avignon 1907, där de stiliserade och exotiskt gestaltade kvinnorna ses som objekt. År 1961 återkommer denna sång i en lättsam och lekfull jazzversion där även hänvisningar till gospel finns med. Detta är det tydligaste exemplet på hur Yma Sumac byggde vidare på och omgestaltade den musikaliska tradition hon ändå i mångt och mycket kom att bära med sig genom livet. 
The voice of Xtabay (1950) innehåller en lätt omarrangerad folksång Monos. Även Wayra är måttligt omarbetad. De övriga sångerna bygger antingen till viss del på traditionellt material eller är nykomponerade. Taita Inty med sina briljanta koloraturpartier som hör till hennes mest kända sånger är här en omarbetad och orkestrerad version av en sång hon ofta framförde på konserter både tidigare och senare, dock alltid i sin originalversion. Nicholas Limansky har framhållit att dessa koloraturpartier är långt mer avancerade än Nattens Drottnings aria i Mozarts Trollflöjten. I sången Tumpa använder hon en okonventionell sångteknik som numera även på svenska ibland kallas growl. I en annan sång Choladas använder hon en annan variant av denna teknik. Baxters välpolerade orkesterarrangemang framhäver det gåtfulla och exotiska men kontrasterar ofta mot dramatiken och intensiteten i Yma Sumacs sång.
Ett framträdande drag i Flahooley (1951) är den rikliga förekomsten av mikrointervall. Särskilt framträdande är dessa i sången Birds där olika fåglars läten ligger till grund för musiken. Sångstämman är suggestivt ackompanjerad av bland annat djupa flöjter. Detta är urversionen av Chuncho. Även i detta senare stycke förekommer mikrointervall, men inte i lika stor utsträckning som i Birds. Yma Sumac spelade här den arabiska prinsessan Najla och Najlas lament är en synnerligen dramatisk gestaltning där aggressiva blåsarinsatser ytterligare förstärker styckets grundkaraktär. Det tredje solonumret: Najlas song of joy också det dramatiskt orkestrerat, har vissa orientaliska inslag men är långt mer konventionellt än de båda andra sångerna och står inte långt från den operamusik hon även framförde vid denna tid.
Detta gäller även delar av Legend of the Sun Virgin (1951-52). I synnerhet Kon-tiki, Suray Surita, Panarima och till betydande del även Karibe Taki, Lament och Montana har starka drag av opera. De tre sistnämnda sångerna är lyriska till karaktären och har nummer ett, tre och fem i ordningen.

## Skivinspelningar
- Åtminstone 20 sånger med Compania Peruana del Arte inspelade i Buenos Aires 1943. Vissa av dessa sånger finns med på nutida skivutgåvor.
- Voice of the Xtabay (1950) Capitol
- Flahooley (1951) Capitol
- Legend of the Sunvirgin (1951) Capitol
- Inca Tacui (1953) Capitol
- Mambo (1954) Capitol
- Legend of the Jivaro (1957) Capitol
- Fuego del Andes (1959) Capitol
- Recital (1961) Liveinspelning från Bukarest återutgiven 2006 ESP-Disc 4029
- Miracles (1971) återutgiven som Yma Rocks 1998 JOM-1027-2